# 曽田一騎
曽田 一騎（そた かずき、2000年1月9日 - ）は、島根県出身のサッカー選手。Jリーグ・FC琉球所属。ポジションはフォワード。

## 来歴
大社高校では1年時に全国高等学校サッカー選手権大会に参加。環太平洋大学在学中の2021年6月にはファジアーノ岡山FCの練習生としてJエリートリーグに出場している。
2022年、中国サッカーリーグの福山シティFCに加入。
2022年12月21日、愛媛FCに完全移籍で加入することが発表された。2023年3月5日、J3リーグ開幕戦のいわてグルージャ盛岡戦でJリーグデビュー。3月19日、第3節のガイナーレ鳥取戦でJ初ゴールを決めた。
2024年11月13日、愛媛FCから契約満了による退団が発表された。
2024年12月29日、FC琉球に移籍することが発表された。

## エピソード
福山シティFC時代は、インコの餌などを作る工場で働きながらサッカーをしていた。
島根県育ちの曽田は、小学生時代に当時立正大湘南高校に在学していた松田力を見ており、その松田とは後に愛媛FCでチームメイトになる。

## 所属クラブ
- 平田FC
- 島根県立大社高等学校
- IPU・環太平洋大学
- 2022年  福山シティFC
- 2023年 - 2024年  愛媛FC
- 2025年 -  FC琉球

## 個人成績
| 国内大会個人成績 | 国内大会個人成績 | 国内大会個人成績 | 国内大会個人成績 | 国内大会個人成績 | 国内大会個人成績 | 国内大会個人成績 | 国内大会個人成績 | 国内大会個人成績 | 国内大会個人成績 | 国内大会個人成績 | 国内大会個人成績 |
| 年度             | クラブ           | 背番号           | リーグ           | リーグ戦         | リーグ戦         | リーグ杯         | リーグ杯         | オープン杯       | オープン杯       | 期間通算         | 期間通算         |
| 年度             | クラブ           | 背番号           | リーグ           | 出場             | 得点             | 出場             | 得点             | 出場             | 得点             | 出場             | 得点             |
| 日本             | 日本             | 日本             | 日本             | リーグ戦         | リーグ戦         | リーグ杯         | リーグ杯         | 天皇杯           | 天皇杯           | 期間通算         | 期間通算         |
| ---------------- | ---------------- | ---------------- | ---------------- | ---------------- | ---------------- | ---------------- | ---------------- | ---------------- | ---------------- | ---------------- | ---------------- |
| 2019             | 環太平洋大       | 30               | 他               | -                | -                | -                | -                | 1                | 0                | 1                | 0                |
| 2022             | 福山             | 13               | 中国             | 7                | 5                | -                | -                | -                | -                | 7                | 5                |
| 2023             | 愛媛             | 40               | J3               | 5                | 1                | -                | -                | -                | -                | 5                | 1                |
| 2024             | 愛媛             | 40               | J2               | 15               | 2                | 0                | 0                | 2                | 0                | 17               | 2                |
| 2025             | 琉球             | 23               | J3               |                  |                  |                  |                  |                  |                  |                  |                  |
| 通算             | 日本             | 日本             | J2               | 15               | 2                | 0                | 0                | 2                | 0                | 17               | 2                |
| 通算             | 日本             | 日本             | J3               | 5                | 1                | -                | -                | -                | -                | 5                | 1                |
| 通算             | 日本             | 日本             | 中国             | 7                | 5                | -                | -                | -                | -                | 7                | 5                |
| 通算             | 日本             | 日本             | 他               | -                | -                | -                | -                | 1                | 0                | 1                | 0                |
| 総通算           | 総通算           | 総通算           | 総通算           | 27               | 8                | 0                | 0                | 3                | 0                | 30               | 8                |

出場歴
- Jリーグ初出場 - 2023年3月5日 J3第1節 いわてグルージャ盛岡戦 (ニンジニアスタジアム)
- Jリーグ初得点 - 2023年3月19日 J3第3節 ガイナーレ鳥取戦 (Axisバードスタジア厶)

その他の公式戦
- 2022年
  - 全国社会人サッカー選手権大会：1試合0得点
  - 全国地域サッカーチャンピオンズリーグ：3試合0得点

## タイトル

### クラブ
福山シティFC
- 中国サッカーリーグ（2022年）

愛媛FC
- J3リーグ：1回（2023年）